# ستيفن ويج
ستيفن ويج (بالإنجليزية: Steven Wiig)‏ هو كاتب أغاني ومنتج أسطوانات وموسيقي وممثل أمريكي، ولد في 30 ديسمبر 1972 بإشبيمينغ في الولايات المتحدة.

## أعمال

### أفلام
- (2007) إلى البرية
- (2008) ميلك[5][6]
- (2012) عن تشيري[7]
- (2014) بزوغ كوكب القردة[8]
- (2014) خطيئة متأصلة[9]
- (2015) الرجل النملة[10]
- (2015) سان أندرياس[11][12][13]
- (2015) ستيف جوبز

## وصلات خارجية
- ستيفن ويج على موقع IMDb (الإنجليزية)
- ستيفن ويج على موقع ألو سيني (الفرنسية)
- ستيفن ويج على موقع أول موفي (الإنجليزية)
- ستيفن ويج على موقع قاعدة بيانات الأفلام السويدية (السويدية)
- ستيفن ويج على موقع ديسكوغز (الإنجليزية)
- ستيفن ويج على موقع قاعدة بيانات الفيلم (الإنجليزية)
- ستيفن ويج على موقع كينوبويسك (الروسية)